# Папуша, Иван Петрович
Иван Петрович Папуша — советский хозяйственный и государственный деятель, лауреат Государственной премии СССР за выдающиеся достижения в труде.

## Биография
Родился в 1929 году в деревне Новоновицкая. Член КПСС.
Окончил школу мастеров при ММК.
В 1953—1979 годах — горновой, старший горновой доменного цеха, старший горновой на крупной доменной печи № 9 Магнитогорского металлургического комбината.
Участник освоения и внедрения на комбинате новых углеродистых материалов для набивки желобов и горновых канав, системы одноносковой разливки чугуна с качающимся желобом типа «ванна», графика работы домен с повышенным количеством плавок чугуна (до 10—12 в сутки).
За существенное повышение металлургического производства на основе досрочного освоения производственных мощностей, внедрения новой техники и передовой технологии и инициативу в развитии соревнования за изыскание и более полное использование резервов на каждом рабочем месте был в составе коллектива удостоен Государственной премии СССР за выдающиеся достижения в труде 1977 года.
Жил в Донецке.

## Награды
- Орден Трудового Красного Знамени (1971)